# Coppa Davis 1990
La Coppa Davis 1990 è stata la 79ª edizione del massimo torneo riservato alle nazionali maschili di tennis. Vi hanno partecipato 84 nazioni. Nella finale disputata dal 30 novembre al 2 dicembre al Suncoast Dome di Saint Petersburg negli Stati Uniti, gli Stati Uniti hanno battuto l'Australia.

## Gruppo Mondiale
| Squadre partecipanti | Squadre partecipanti | Squadre partecipanti | Squadre partecipanti |
| Argentina            | Australia            | Austria              | Cecoslovacchia       |
| Francia              | Germania             | Israele              | Italia               |
| Messico              | Paesi Bassi          | Nuova Zelanda        | Spagna               |
| Svezia               | Svizzera             | Stati Uniti          | Jugoslavia           |
| -------------------- | -------------------- | -------------------- | -------------------- |

### Tabellone
|  | Primo turno 2-4 febbraio                 | Primo turno 2-4 febbraio | Primo turno 2-4 febbraio                 |                                 |                | Quarti di finale 30 marzo - 2 aprile | Quarti di finale 30 marzo - 2 aprile | Quarti di finale 30 marzo - 2 aprile |   |  | Semifinali 21-23 settembre | Semifinali 21-23 settembre                   | Semifinali 21-23 settembre |   |  | Finale 30 novembre - 2 dicembre | Finale 30 novembre - 2 dicembre | Finale 30 novembre - 2 dicembre |
|  |                                          |                          |                                          |                                 |                |                                      |                                      |                                      |   |  |                            |                                              |                            |   |  |                                 |                                 |                                 |
|  | Brema, Germania (Sintetico indoor)       |                          |                                          |                                 |                |                                      |                                      |                                      |   |  |                            |                                              |                            |   |  |                                 |                                 |                                 |
|  |                                          | Germania                 | 3                                        |                                 |                |                                      |                                      |                                      |   |  |                            |                                              |                            |   |  |                                 |                                 |                                 |
|  |                                          | Germania                 | 3                                        | Buenos Aires, Argentina (Terra) |                |                                      |                                      |                                      |   |  |                            |                                              |                            |   |  |                                 |                                 |                                 |
|  |                                          | Paesi Bassi              | 2                                        |                                 |                |                                      |                                      |                                      |   |  |                            |                                              |                            |   |  |                                 |                                 |                                 |
|  |                                          | Paesi Bassi              | 2                                        |                                 | Germania       | 2                                    |                                      |                                      |   |  |                            |                                              |                            |   |  |                                 |                                 |                                 |
|  | Buenos Aires, Argentina (Terra)          |                          |                                          |                                 | Germania       | 2                                    |                                      |                                      |   |  |                            |                                              |                            |   |  |                                 |                                 |                                 |
|  |                                          |                          | Argentina                                | 3                               |                |                                      |                                      |                                      |   |  |                            |                                              |                            |   |  |                                 |                                 |                                 |
|  |                                          | Argentina                | Argentina                                | 3                               | 3              |                                      |                                      |                                      |   |  |                            |                                              |                            |   |  |                                 |                                 |                                 |
|  |                                          | Argentina                |                                          |                                 | 3              |                                      | Sydney, Australia (erba)             |                                      |   |  |                            |                                              |                            |   |  |                                 |                                 |                                 |
|  |                                          | Israele                  | 0                                        |                                 |                |                                      |                                      |                                      |   |  |                            |                                              |                            |   |  |                                 |                                 |                                 |
|  |                                          |                          |                                          |                                 |                |                                      |                                      | Argentina                            | 0 |  |                            |                                              |                            |   |  |                                 |                                 |                                 |
|  | Christchurch, Nuova Zelanda (erba)       |                          |                                          |                                 |                |                                      |                                      | Argentina                            | 0 |  |                            |                                              |                            |   |  |                                 |                                 |                                 |
|  |                                          |                          | Australia                                | 5                               |                |                                      |                                      |                                      |   |  |                            |                                              |                            |   |  |                                 |                                 |                                 |
|  |                                          | Nuova Zelanda            | Australia                                | 5                               | 3              |                                      |                                      |                                      |   |  |                            |                                              |                            |   |  |                                 |                                 |                                 |
|  |                                          | Nuova Zelanda            | Brisbane, Australia (erba)               |                                 | 3              |                                      |                                      |                                      |   |  |                            |                                              |                            |   |  |                                 |                                 |                                 |
|  |                                          | Jugoslavia               | 2                                        |                                 |                |                                      |                                      |                                      |   |  |                            |                                              |                            |   |  |                                 |                                 |                                 |
|  |                                          | Jugoslavia               | 2                                        |                                 | Nuova Zelanda  | 2                                    |                                      |                                      |   |  |                            |                                              |                            |   |  |                                 |                                 |                                 |
|  | Perth, Australia (erba)                  |                          |                                          |                                 | Nuova Zelanda  | 2                                    |                                      |                                      |   |  |                            |                                              |                            |   |  |                                 |                                 |                                 |
|  |                                          |                          | Australia                                | 3                               |                |                                      |                                      |                                      |   |  |                            |                                              |                            |   |  |                                 |                                 |                                 |
|  |                                          | Australia                | Australia                                | 3                               | 3              |                                      |                                      |                                      |   |  |                            |                                              |                            |   |  |                                 |                                 |                                 |
|  |                                          | Australia                |                                          |                                 | 3              |                                      |                                      |                                      |   |  |                            | Saint Petersburg, Stati Uniti (Terra indoor) |                            |   |  |                                 |                                 |                                 |
|  |                                          | Francia                  | 2                                        |                                 |                |                                      |                                      |                                      |   |  |                            |                                              |                            |   |  |                                 |                                 |                                 |
|  |                                          |                          |                                          |                                 |                |                                      |                                      |                                      |   |  |                            |                                              | Australia                  | 2 |  |                                 |                                 |                                 |
|  | Praga, Cecoslovacchia (Sintetico indoor) |                          |                                          |                                 |                |                                      |                                      |                                      |   |  |                            |                                              | Australia                  | 2 |  |                                 |                                 |                                 |
|  |                                          |                          | Stati Uniti                              | 3                               |                |                                      |                                      |                                      |   |  |                            |                                              |                            |   |  |                                 |                                 |                                 |
|  |                                          | Cecoslovacchia           | Stati Uniti                              | 3                               | 5              |                                      |                                      |                                      |   |  |                            |                                              |                            |   |  |                                 |                                 |                                 |
|  |                                          | Cecoslovacchia           | Praga, Cecoslovacchia (Sintetico indoor) |                                 | 5              |                                      |                                      |                                      |   |  |                            |                                              |                            |   |  |                                 |                                 |                                 |
|  |                                          | Svizzera                 | 0                                        |                                 |                |                                      |                                      |                                      |   |  |                            |                                              |                            |   |  |                                 |                                 |                                 |
|  |                                          | Svizzera                 | 0                                        |                                 | Cecoslovacchia | 1                                    |                                      |                                      |   |  |                            |                                              |                            |   |  |                                 |                                 |                                 |
|  | Carlsbad, Stati Uniti (Cemento)          |                          |                                          |                                 | Cecoslovacchia | 1                                    |                                      |                                      |   |  |                            |                                              |                            |   |  |                                 |                                 |                                 |
|  |                                          |                          | Stati Uniti                              | 4                               |                |                                      |                                      |                                      |   |  |                            |                                              |                            |   |  |                                 |                                 |                                 |
|  |                                          | Stati Uniti              | Stati Uniti                              | 4                               | 4              |                                      |                                      |                                      |   |  |                            |                                              |                            |   |  |                                 |                                 |                                 |
|  |                                          | Stati Uniti              |                                          |                                 | 4              |                                      | Vienna, Austria (Terra)              |                                      |   |  |                            |                                              |                            |   |  |                                 |                                 |                                 |
|  |                                          | Messico                  | 0                                        |                                 |                |                                      |                                      |                                      |   |  |                            |                                              |                            |   |  |                                 |                                 |                                 |
|  |                                          |                          |                                          |                                 |                |                                      |                                      | Stati Uniti                          | 3 |  |                            |                                              |                            |   |  |                                 |                                 |                                 |
|  | Barcellona, Spagna (Terra)               |                          |                                          |                                 |                |                                      |                                      | Stati Uniti                          | 3 |  |                            |                                              |                            |   |  |                                 |                                 |                                 |
|  |                                          |                          | Austria                                  | 2                               |                |                                      |                                      |                                      |   |  |                            |                                              |                            |   |  |                                 |                                 |                                 |
|  |                                          | Spagna                   | Austria                                  | 2                               | 2              |                                      |                                      |                                      |   |  |                            |                                              |                            |   |  |                                 |                                 |                                 |
|  |                                          | Spagna                   | Vienna, Austria (Terra indoor)           |                                 | 2              |                                      |                                      |                                      |   |  |                            |                                              |                            |   |  |                                 |                                 |                                 |
|  |                                          | Austria                  | 3                                        |                                 |                |                                      |                                      |                                      |   |  |                            |                                              |                            |   |  |                                 |                                 |                                 |
|  |                                          | Austria                  | 3                                        |                                 | Austria        | 5                                    |                                      |                                      |   |  |                            |                                              |                            |   |  |                                 |                                 |                                 |
|  | Cagliari, Italia (Terra)                 |                          |                                          |                                 | Austria        | 5                                    |                                      |                                      |   |  |                            |                                              |                            |   |  |                                 |                                 |                                 |
|  |                                          |                          | Italia                                   | 0                               |                |                                      |                                      |                                      |   |  |                            |                                              |                            |   |  |                                 |                                 |                                 |
|  |                                          | Italia                   | Italia                                   | 0                               | 3              |                                      |                                      |                                      |   |  |                            |                                              |                            |   |  |                                 |                                 |                                 |
|  |                                          | Italia                   |                                          |                                 | 3              |                                      |                                      |                                      |   |  |                            |                                              |                            |   |  |                                 |                                 |                                 |
|  |                                          | Svezia                   | 2                                        |                                 |                |                                      |                                      |                                      |   |  |                            |                                              |                            |   |  |                                 |                                 |                                 |

### Finale
| Stati Uniti 3 | Tropicana Field, Saint Petersburg, Stati Uniti 30 novembre - 2 dicembre 1990 Terra (indoor) | Tropicana Field, Saint Petersburg, Stati Uniti 30 novembre - 2 dicembre 1990 Terra (indoor) | Australia 2 |      |     |      |     |        |
| \| \| \| \| 1 \| 2 \| 3 \| 4 \| 5 \| \| \| - \| \| ------------------------------------------------ \| --- \| ---- \| --- \| ---- \| --- \| ------ \| \| 1 \| \| Andre Agassi Richard Fromberg \| 4 6 \| 6 2 \| 4 6 \| 6 2 \| 6 4 \| \| \| 2 \| \| Michael Chang Darren Cahill \| 6 2 \| 7 65 \| 6 0 \| \| \| \| \| 3 \| \| Rick Leach / Jim Pugh Pat Cash / John Fitzgerald \| 6 4 \| 6 2 \| 3 6 \| 7 62 \| \| \| \| 4 \| \| Andre Agassi Darren Cahill \| 6 4 \| 4 6 \| \| \| \| ritiro \| \| 5 \| \| Michael Chang Richard Fromberg \| 5 7 \| 6 2 \| 3 6 \| \| \| \| |                                                                                             |                                                                                             |             |      |     |      |     |        |
| |                                                                                             |                                                                                             | 1           | 2    | 3   | 4    | 5   |        |
| 1 | Stati Uniti (bandiera) · Australia (bandiera)                                               | Andre Agassi Richard Fromberg                                                               | 4 6         | 6 2  | 4 6 | 6 2  | 6 4 |        |
| 2 | Stati Uniti (bandiera) · Australia (bandiera)                                               | Michael Chang Darren Cahill                                                                 | 6 2         | 7 65 | 6 0 |      |     |        |
| 3 | Stati Uniti (bandiera) · Australia (bandiera)                                               | Rick Leach / Jim Pugh Pat Cash / John Fitzgerald                                            | 6 4         | 6 2  | 3 6 | 7 62 |     |        |
| 4 | Stati Uniti (bandiera) · Australia (bandiera)                                               | Andre Agassi Darren Cahill                                                                  | 6 4         | 4 6  |     |      |     | ritiro |
| 5 | Stati Uniti (bandiera) · Australia (bandiera)                                               | Michael Chang Richard Fromberg                                                              | 5 7         | 6 2  | 3 6 |      |     |        |

## Turno di qualificazione al Gruppo Mondiale
Date: 21-23 settembre
| Città                                      | Squadra ospitante | Punteggio | Squadra ospite |
| ------------------------------------------ | ----------------- | --------- | -------------- |
| Bruxelles, Belgio (Terra)                  | Belgio            | 4-1       | Corea del Sud  |
| Ramat HaSharon, Israele (Cemento)          | Israele           | 5-0       | Cina           |
| Toronto, Canada (Cemento)                  | Canada            | 3-2       | Paesi Bassi    |
| Mosca, Unione Sovietica (Sintetico indoor) | Unione Sovietica  | 1-4       | Spagna         |
| Västerås, Svezia (Sintetico indoor)        | Svezia            | 5-0       | Finlandia      |
| Londra, Inghilterra (erba)                 | Regno Unito       | 0-5       | Francia        |
| Città del Messico, Messico (Cemento)       | Messico           | 5-0       | Uruguay        |
| Spalato, Jugoslavia (Terra indoor)         | Jugoslavia        | 3-2       | Svizzera       |

- Belgio e Canada promosse al Gruppo Mondiale della Coppa Davis 1991.
- Francia, Israele, Messico, Spagna, Svezia ed Jugoslavia rimangono nel Gruppo Mondiale della Coppa Davis 1991.
- Cina (AO), Finlandia (EA), Regno Unito (EA), Corea del Sud (AO), Unione Sovietica (EA) ed Uruguay (AMN) rimangono nel Gruppo I della Coppa Davis 1991.
- Paesi Bassi (EA) e Svizzera (EA) retrocesse nel Gruppo I della Coppa Davis 1991.

## Zona Americana

### Gruppo I
Squadre partecipanti
- Brasile
- Canada — promossa al turno di qualificazione al Gruppo Mondiale
- Cile — retrocessa nel Gruppo II della Coppa Davis 1991
- Paraguay
- Perù
- Uruguay — promossa al turno di qualificazione al Gruppo Mondiale

### Gruppo II
Squadre partecipanti
- Bahamas
- Barbados
- Bolivia
- Colombia
- Costa Rica
- Cuba — promossa al Gruppo I della Coppa Davis 1991
- Ecuador
- Giamaica
- Guatemala
- Haiti
- Rep. Dominicana
- Trinidad e Tobago
- Venezuela

## Zona Asia/Oceania

### Gruppo I
Squadre partecipanti
- Cina — promossa al turno di qualificazione al Gruppo Mondiale
- Corea del Sud — promossa al turno di qualificazione al Gruppo Mondiale
- Filippine
- Giappone
- India
- Indonesia

### Gruppo II
Squadre partecipanti
- Bangladesh
- Giordania
- Hong Kong
- Iraq
- Kuwait
- Malaysia
- Singapore
- Siria
- Sri Lanka
- Taipei cinese
- Thailandia — promossa al Gruppo I della Coppa Davis 1991

## Zona Euro-Africana

### Gruppo I
Squadre partecipanti
- Belgio — promossa al turno di qualificazione al Gruppo Mondiale
- Danimarca
- Finlandia — promossa al turno di qualificazione al Gruppo Mondiale
- Ghana — retrocessa nel Gruppo II della Coppa Davis 1991
- Irlanda
- Nigeria — retrocessa nel Gruppo II della Coppa Davis 1991
- Portogallo
- Regno Unito — promossa al turno di qualificazione al Gruppo Mondiale
- Romania
- Ungheria
- Unione Sovietica — promossa al turno di qualificazione al Gruppo Mondiale

### Gruppo II

#### Zona africana
Squadre partecipanti
- Algeria
- Camerun
- Costa d'Avorio
- Egitto
- Kenya
- Libia
- Marocco — promossa al Gruppo I della Coppa Davis 1991
- Senegal
- Togo
- Zambia
- Zimbabwe

#### Zona europea
Squadre partecipanti
- Bulgaria
- Cipro
- Grecia
- Lussemburgo
- Malta
- Monaco
- Norvegia
- Polonia — promossa al Gruppo I della Coppa Davis 1991
- Turchia